# Ataque ao palácio presidencial afegão em 2013
O ataque ao palácio presidencial afegão em 2013 ocorreu em 25 de junho de 2013, em uma zona altamente segura de Cabul, a capital do Afeganistão.
O ataque, cuja responsabilidade foi reivindicada pelo Talibã, ocorreu no portão leste do palácio presidencial, onde um grupo de repórteres se reunia para revistas de segurança antes de uma entrevista coletiva presidencial. Entre sete e oito explosões, alegadas serem realizadas por homens-bomba pelo Talibã, ocorreram fora do palácio. Mais tarde, as explosões foram seguidas por uma intensa troca de tiros entre três ou quatro combatentes talibãs e os oficiais de segurança afegãos, que duraram 90 minutos. Obtendo identificação, crachás e credenciais de veículos falsas, cinco dos oito talibãs conseguiram liberar habilitações de segurança de alto nível, levando dois Land Cruisers similares aos usados por soldados internacionais a penetrarem em uma zona de segurança extremamente fortificada em Cabul. Todos os insurgentes foram mortos na batalha que se seguiu com as forças de segurança.
O posto da Agência Central de Inteligência (CIA) no Afeganistão, localizado nas proximidades do palácio presidencial, também foi atingido por duas granadas lançada por foguetes durante o ataque. Tendo como alvo o escritório da CIA no Ariana Hotel, os talibãs atacaram dentro de uma das áreas mais fortemente restritas do Afeganistão, no centro de Cabul, onde a Embaixada dos Estados Unidos e a sede da Força Internacional de Assistência à Segurança da OTAN estão localizadas. A sede do Ministério da Defesa afegão também foi alvo do ataque dos talibãs.
Sem relatos imediatos de vítimas civis, não ficou claro se vários estudantes afegãos que foram  surpreendidos pelo fogo cruzado entre os talibãs e as forças de segurança foram feridos. O presidente afegão Hamid Karzai, que estava dentro do palácio na época, não foi ferido. O ataque resultou na morte de três guardas de segurança do palácio e todos os oito combatentes talibãs.